# Eupithecia iterata
Eupithecia iterata là một loài bướm đêm trong họ Geometridae.